# 12-та паралель південної широти
12-та паралель південної широти — лінія широти, що лежить на 12 градусів південніше земної екваторіальної площини. Вона проходить через Атлантичний океан, Африку, Індійський океан, Австралазію, Тихий океан та Південну Америку.

## Список географічних об'єктів, що перетинає 12° пд. ш.
Починаючи з Гринвіцького меридіану та рухаючись на схід, 12-та паралель південної широти проходить через:
| Координати                                                   | Країна, територія або море | Примітки |
| ------------------------------------------------------------ | -------------------------- | --- |
| 12°0′ пд. ш. 0°0′ сх. д. / 12.000° пд. ш. 0.000° сх. д.      | Атлантичний океан          | |
| 12°0′ пд. ш. 13°43′ сх. д. / 12.000° пд. ш. 13.717° сх. д.   | Ангола                     | |
| 12°0′ пд. ш. 23°59′ сх. д. / 12.000° пд. ш. 23.983° сх. д.   | Замбія                     | |
| 12°0′ пд. ш. 26°42′ сх. д. / 12.000° пд. ш. 26.700° сх. д.   | ДР Конго                   | Приблизно на 3 км |
| 12°0′ пд. ш. 26°43′ сх. д. / 12.000° пд. ш. 26.717° сх. д.   | Замбія                     | |
| 12°0′ пд. ш. 27°28′ сх. д. / 12.000° пд. ш. 27.467° сх. д.   | ДР Конго                   | |
| 12°0′ пд. ш. 28°45′ сх. д. / 12.000° пд. ш. 28.750° сх. д.   | Замбія                     | |
| 12°0′ пд. ш. 33°18′ сх. д. / 12.000° пд. ш. 33.300° сх. д.   | Малаві                     | |
| 12°0′ пд. ш. 34°4′ сх. д. / 12.000° пд. ш. 34.067° сх. д.    | Озеро Ньяса                | Проходить північніше островів Чізумулу та Лікома, Малаві                                                                                        |
| 12°0′ пд. ш. 34°53′ сх. д. / 12.000° пд. ш. 34.883° сх. д.   | Мозамбік                   | |
| 12°0′ пд. ш. 40°32′ сх. д. / 12.000° пд. ш. 40.533° сх. д.   | Мозамбіцька протока        | Проходить південніше острова Великий Комор та північніше острова Анжуан, Коморські Острови                                                      |
| 12°0′ пд. ш. 49°12′ сх. д. / 12.000° пд. ш. 49.200° сх. д.   | Мадагаскар                 | Проходить через острів Мадагаскар |
| 12°0′ пд. ш. 49°18′ сх. д. / 12.000° пд. ш. 49.300° сх. д.   | Індійський океан           | Проходить між островами Північний Кілінг та Горсбург, Кокосові острови Проходить північніше островів Ашмор і Картьє та рифа Гібернія, Австралія |
| 12°0′ пд. ш. 124°22′ сх. д. / 12.000° пд. ш. 124.367° сх. д. | Тиморське море             | Проходить південніше острова Батерст , Австралія Протока Кларенс[en] — проходить південніше острова Мелвілл Затока Ван-Дімен                    |
| 12°0′ пд. ш. 132°37′ сх. д. / 12.000° пд. ш. 132.617° сх. д. | Австралія                  | Північна Територія — проходить через півострів Арнемленд                                                                                        |
| 12°0′ пд. ш. 134°17′ сх. д. / 12.000° пд. ш. 134.283° сх. д. | Арафурське море            | Затока Боко |
| 12°0′ пд. ш. 134°40′ сх. д. / 12.000° пд. ш. 134.667° сх. д. | Австралія                  | Північна Територія — проходить через півострів Арнемленд                                                                                        |
| 12°0′ пд. ш. 134°45′ сх. д. / 12.000° пд. ш. 134.750° сх. д. | Арафурське море            | Затока Каслрі — проходить південніше острова Мурунгга[en], Австралія                                                                            |
| 12°0′ пд. ш. 135°34′ сх. д. / 12.000° пд. ш. 135.567° сх. д. | Австралія                  | Північна Територія — проходить через острів Елчо[en] та півострів Арнемленд                                                                     |
| 12°0′ пд. ш. 135°49′ сх. д. / 12.000° пд. ш. 135.817° сх. д. | Арафурське море            | |
| 12°0′ пд. ш. 136°16′ сх. д. / 12.000° пд. ш. 136.267° сх. д. | Австралія                  | Північна Територія — проходить через острів Інгліс[en] та півострів Арнемленд                                                                   |
| 12°0′ пд. ш. 136°31′ сх. д. / 12.000° пд. ш. 136.517° сх. д. | Затока Карпентарія         | |
| 12°0′ пд. ш. 141°50′ сх. д. / 12.000° пд. ш. 141.833° сх. д. | Австралія                  | Квінсленд — проходить через півострів Кейп-Йорк                                                                                                 |
| 12°0′ пд. ш. 143°11′ сх. д. / 12.000° пд. ш. 143.183° сх. д. | Коралове море              | Проходить південніше острова Тагула[en], Папуа Нова Гвінея Проходить південніше островів Реннелл та Ванікоро, Соломонові Острови                |
| 12°0′ пд. ш. 167°37′ сх. д. / 12.000° пд. ш. 167.617° сх. д. | Тихий океан                | Проходить північніше острова Тікопіа, Соломонові Острови                                                                                        |
| 12°0′ пд. ш. 77°8′ зх. д. / 12.000° пд. ш. 77.133° зх. д.    | Перу                       | Проходить північніше Ліми |
| 12°0′ пд. ш. 68°55′ зх. д. / 12.000° пд. ш. 68.917° зх. д.   | Болівія                    | |
| 12°0′ пд. ш. 65°0′ зх. д. / 12.000° пд. ш. 65.000° зх. д.    | Бразилія                   | Рондонія Мату-Гросу Токантінс Баїя |
| 12°0′ пд. ш. 37°37′ зх. д. / 12.000° пд. ш. 37.617° зх. д.   | Атлантичний океан          | |